# Live from Sydney to Vegas
Live from Sydney to Vegas — второй официальное DVD, выпущенное хип-хоп группой Black Eyed Peas. Оно включает два их концерта в рамках их мирового турне «Monkey Business Tour». Режиссёром выступил Ник Уикхем (англ. Nick Wickham). Снимали в Сиднее, в спорткомплексе Sydney SuperDome, и в Лас-Вегасе, на концертной площадке «The Joint» отеля Хард-Рок.

## Список композиций

### Концерт в Сиднее
1. «Hey Mama»
2. «Smells Like Funk»
3. «Dum Diddly»
4. «Don't Lie»
5. «Shut Up» («грязная» версия)
6. Taboo фристайл
7. apl.de.ap фристайл
8. will.i.am фристайл
9. Fergie фристайл
10. «Labor Day (It’s a Holiday)»
11. «Pump It»
12. «Where Is the Love?»
13. «Don't Phunk with My Heart»
14. «Let's Get It Started»

### Концерт в Лас-Вегасе
1. «Dum Diddly»
2. «Don't Lie»
3. «Where Is the Love?»
4. «Don't Phunk with My Heart»

## Бонусы
Во время просмотра исполнений песен «Dum Diddly», «Don’t Lie», «Where Is the Love?» или «Don’t Phunk With My Heart» на концерте в Сиднее, нажав на кнопку «enter» (или «angle»), зритель сможет продолжать просмотр с того же момента песни, но уже на концерте в Лас-Вегасе.
| Бонусы                 | Формат                            |
| ---------------------- | --------------------------------- |
| «Union»                | клип                              |
| «Bebot Generation Two» | клип                              |
| «London Bridge»        | живое исполнение для Yahoo! Music |
| «My Humps»             | живое исполнение                  |

## Телетрансляция
Премьера концерта состоялась 9 сентября 2009 года на английском музыкальном канале 4Music. Концерт был сокращён до 1 часа и 5 минут, включая рекламные паузы. Нецензурные выражения были вырезаны, также были вырезаны пустоты в переходах между песнями, чтобы сделать концерт короче. Все кадры, показанные на телевидении, сняты на концерте в Сиднее.

### Трек-лист для телевидения
1. «Hey Mama»
2. «Don't Lie»
рекламная пауза
3. «Shut Up»
4. «Labour Day»
5. «Pump It»
 рекламная пауза
6. Taboo фристайл
7. apl.de.ap фристайл
8. will.i.am фристайл
9. «Where Is the Love?»
 рекламная пауза
10. «Don't Phunk with My Heart»